# Joaquim Agostinho
Joaquim Agostinho (Brejenjas, Torres Vedras, Lisboa, 7 d'abril de 1943 - 10 de maig de 1984) va ser el millor ciclista portuguès de tots els temps. Fou professional entre 1968 i 1984.
Descobert per Jean de Gribaldy, Agostinho, més aviat baix d'estatura, però corpulent, estava dotat d'unes condicions físiques portentoses que l'haguessin permès destacar en qualsevol disciplina esportiva. Als 25 anys es va enrolar en un equip ciclista.
Aviat va començar a destacar i tots els equips lluiten per tenir-lo a les seves files com gregari de luxe. El 1984 va contribuir de forma decisiva a la creació del primer equip ciclista professional portuguès.
Als 41 anys tenia la perspectiva de fitxar per l'Skil i córrer el Tour de França per catorzena vegada igualant el rècord de Joop Zoetemelk, però l'1 de maig, quan disputava la recta final de la cinquena etapa de la Volta a l'Algarve, de la qual era líder, un gos es va creuar en la seva trajectòria i el va fer caure. A conseqüència de les ferides sofertes Joaquim Agostinho va morir deu dies després deixant vídua i dos fills.

## Trofeu Joaquim Agostinho
El Gran Premi de Torres Vedras va canviar de nom en homenatge pòstum a Joaquim, passant-se a dir Trofeu Joaquim Agostinho. La prova s'ha convertit en una de les més importants del panorama ciclista portuguès.

## Palmarès
- 1968
  -  Campió de Portugal en ruta
  -  Campió de Portugal, contrarellotge individual
  - 1r a la Volta a Sao Paulo
- 1969
  -  Campió de Portugal en ruta
  -  Campió de Portugal, contrarellotge individual
  - 1r al Trofeu Baracchi, amb Herman van Springel
  - 1r al Gran Premi de Robbialac i vencedor de 2 etapes
  - 1r al Gran Premi de Riopele i vencedor d'una etapa
  - Vencedor de 2 etapes al Tour de França
  - Vencedor d'una etapa a la Volta a Portugal
  - Vencedor d'una etapa a la Volta a Luxemburg
- 1970
  -  Campió de Portugal en ruta
  -  Campió de Portugal, contrarellotge individual
  - 1r a la Volta a Portugal i vencedor de 4 etapes
  - Vencedor d'una etapa a la Setmana Catalana
- 1971
  -  Campió de Portugal en ruta
  -  Campió de Portugal, contrarellotge individual
  - 1r a la Volta a Portugal i vencedor de 8 etapes
  - 1r al Gran Premi de Sintra i vencedor de 2 etapes
- 1972
  -  Campió de Portugal en ruta
  -  Campió de Portugal, contrarellotge individual
  - 1r a la Volta a Portugal i vencedor de 4 etapes
  - 1r al Gran Premi de Sintra i vencedor d'una etapa
  - Vencedor de 2 etapes a la Volta a Suïssa
  - Vencedor de 2 etapes al Gran Premi de Torres Vedras
- 1973
  -  Campió de Portugal en ruta
  -  Campió de Portugal, contrarellotge individual
  - Vencedor de 7 etapes a la Volta a Portugal
  - Vencedor d'una etapa al Tour de França
- 1974
  - Vencedor de 2 etapes a la Volta a Espanya
- 1976
  - Vencedor d'una etapa a la Volta a Espanya
- 1977
  - Vencedor d'una etapa al Tour de França
  - Vencedor de 2 etapes a la Vuelta a los Valles Mineros
- 1979
  - Vencedor d'una etapa al Tour de França
  - Vencedor d'una etapa al Gran Premi del Midi Libre
- 1984
  - Vencedor d'una etapa a la Volta a l'Algarve

### Resultats al Tour de França
- 1969. 8è de la classificació general. Vencedor de 2 etapes
- 1970. 14è de la classificació general
- 1971. 5è de la classificació general
- 1972. 8è de la classificació general
- 1973. 8è de la classificació general. Vencedor d'una etapa
- 1974. 6è de la classificació general
- 1975. 15è de la classificació general
- 1977. 13è de la classificació general. Vencedor d'una etapa
- 1978. 3r de la classificació general
- 1979. 3r de la classificació general. Vencedor d'una etapa
- 1980. 5è de la classificació general
- 1981. Abandona (18a etapa)
- 1983. 11è de la classificació general

### Resultats a la Volta a Espanya
- 1972. Abandona
- 1973. 6è de la classificació general
- 1974. 2n de la classificació general. Vencedor de 2 etapes
- 1976. 7è de la classificació general. Vencedor d'una etapa
- 1977. 15è de la classificació general

### Resultats al Giro d'Itàlia
- 1976. Abandona